# Compañía Argentina de Pesca

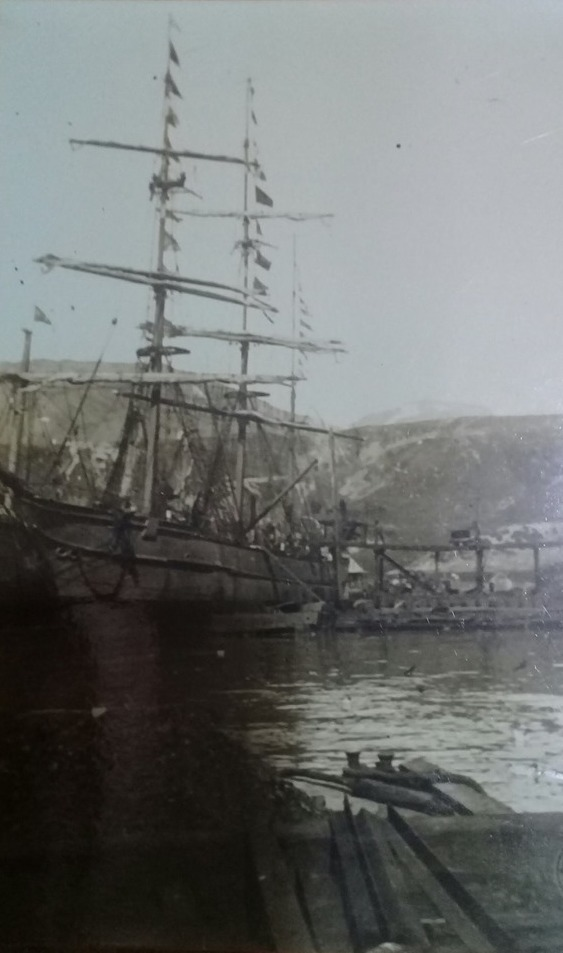
Bateau 'Tijuca' de la Compañía Argentina de Pesca, à Puerto Grytviken (Isla San Pedro, Georgias del Sur)

La Compañía Argentina de Pesca (« Compagnie argentine de pêche ») fut initiée par le norvégo-britannique Carl Anton Larsen, chasseur à la baleine et explorateur antarctique. Elle est créée le 29 février 1904 par trois résidents étrangers de Buenos Aires : le consul norvégien P. Christophersen, H.H. Schlieper (de nationalité américaine), et E. Tornquist (un banquier suédois). Larsen était le directeur de l'entreprise, à ce titre, il organisa la construction de Grytviken (Géorgie du Sud), la première station baleinière terrestre dans l'Antarctique mise en service le 24 décembre 1904. 
La Compañía Argentina de Pesca demanda un bail de chasse à la baleine à la légation britannique à Buenos Aires. La demande est déposée par le président de la société Christophersen et le capitaine Guillermo Núñez, un conseiller technique et actionnaire de la société qui était également directeur de l'armement de la marine argentine. Le bail est accordé par le gouverneur des îles Malouines et de ses dépendances, le 1er janvier 1906, et renouvelé par la suite.
En 1960, la Compañía Argentina de Pesca cesse ses activités en Géorgie du Sud, vendant la station baleinière de Grytviken à Albion Star Ltd.